# Fusang

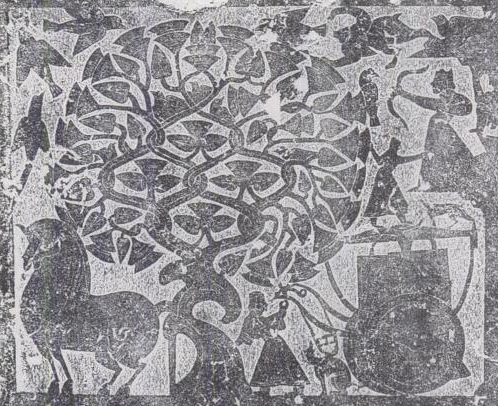
Albero di Fusang raffigurato nei santuari della famiglia Wu Liang, metà del II secolo.

Fusang (Fú SāngP) si riferisce a diverse entità nell'antica letteratura cinese, spesso ad un misterioso albero o ad un'altrettanto misteriosa terra ad Oriente.
Nello Shan Hai Jing e in diversi testi contemporanei, il termine si riferisce ad un mitologico albero della vita, in alternativa identificato come gelso o ibisco, presumibilmente presente in una terra ad est della Cina, ed eventualmente in vari altri territori continentali.
Una terra chiamata Fusang fu descritta dal nativo missionario buddhista Hui Shen (Huì ShēnP) nel 499, come situata a 20.000 Lǐ cinesi ad est di Da-han e della Cina (secondo Joseph Needham, Da-han corrisponderebbe a Buriat, regione della Siberia). Hui Shen andò a Fusang e riferì le sue scoperte all'Imperatore cinese. Le sue descrizioni sono riportate nel testo del VII secolo Libro dei Liang di Yao Silian, e descrivono una civiltà dell'età del bronzo che abitava il paese di Fusang. Il Fusang di Shen è stato variamente posizionato nelle Americhe, Sachalin, penisola di Kamčatka o isole Curili. L'ipotesi americana fu discussa con grande calore tra la fine del XIX e l'inizio del XX secolo, dopo che gli scritti di Joseph de Guignes del XVIII secolo furono riscoperti e diffusi da Charles Godfrey Leland nel 1875. Sinologhi come Emil Bretschneider, Berthold Laufer e Henri Cordier, tuttavia, rigettarono questa ipotesi, e secondo Needham l'ipotesi americana fu confutata sin dal tempo della prima guerra mondiale.
Più tardi, le fonti cinesi usavano il nome Fusang per altri luoghi, anche se non ben identificati.

## Miti
Una fonte precedente affermava che nel 219 a.C., l'imperatore  Shi Huang inviò una spedizione di circa 3.000 detenuti in un luogo che si trovava dall'altra parte dell'oceano, chiamato Fusang, come sacrificio ad un dio vulcano che possedeva l'elisir della vita. Ci furono, apparentemente, due spedizioni sotto Xu Fu, lo stregone di corte, per cercare questo elisir. La prima avvenne intorno al 210 a.C., quando Xu Fu dichiarò che una gigantesca creatura del mare avrebbe bloccato il loro percorso. Vennero quindi inviati degli arcieri, una seconda volta, ma di loro non si ebbero più notizie. Tuttavia, "nei documenti degli storici è scritto che il loro capo, Xu Fu, sarebbe tornato in Cina molto tempo dopo, e si nascondesse da qualche parte vicino a Langya, sperperando gli enormi fondi della spedizione."

## Interpretazioni del rapporto di Shen

### Giappone orientale
Il "Fusang" venne ritenuto essere il Giappone. Tuttavia, il rapporto di Hui Shen differenzia Fusang dall'antico regno giapponese di  Wa, che venne provvisoriamente situato nelle regioni di Kansai, Kyūshū o isole Ryūkyū.
Nella mitologia cinese, Fusang si riferisce a un albero divino e ad un'isola in Oriente, da dove sorgeva il sole. Un albero simile, noto come Ruomu (若 木) esisteva nell'ovest, e ogni mattina si diceva che il sole sorgesse da Fusang e cadesse su Ruomu. La leggenda cinese parla di dieci uccelli (in genere corvi) che vivevano su di un albero e, mentre nove si riposavano, il decimo avrebbe portato il sole nel suo viaggio. Questa leggenda ha somiglianze con il racconto cinese dell'eroe immaginario Houyi, a volte indicato come l'Arcere, che è accreditato di aver salvato il mondo abbattendo nove Soli quando un giorno tutti e dieci presero il volo simultaneamente. Alcuni studiosi hanno identificato gli alberi di bronzo trovati nel sito archeologico Sanxingdui con questi alberi di Fusang.
Il termine Fusang in seguito avrebbe designato il "Giappone" nella poesia cinese. Dal giapponese Nihon (日本, letteralmente "radice" (ad esempio, fonte, luogo di nascita, origine del Sole') o dal cinese Riben (antico nome del Giappone), alcuni poeti della dinastia Tang credevano che Fusang "giacesse tra la terraferma e il Giappone". Ad esempio,  Wang Wei scrisse, nel 753, un poema d'addio quando Abe no Nakamaro (cinese: Zhao Heng 晁 衡) ritornò in Giappone, "Gli alberi della tua casa sono oltre Fu-sang".
Fusang è pronunciato Fusō (ふそう 扶桑, dal classico Fusau ふさう) in lingua giapponese, ed era uno dei nomi usati per indicare il Giappone di quei tempi. Diverse navi da guerra della Marina imperiale giapponese furono chiamate Fusō (la corazzata Fusō o la nave da guerra della seconda guerra mondiale, Fusō). Anche diverse aziende, come Mitsubishi Fuso Truck and Bus Corporation, portano questo nome.
Gustaaf Schlegel pensava che Fusang fosse molto probabilmente "la lunga isola di Sachalin". Joseph Needham aggiunse che "se la penisola di Kamčatka e le isole Curili potrebbero essere prese in considerazione, non esiste un modo migliore per identificarlo al giorno d'oggi."
Si noti che esisteva un'antica provincia del Giappone chiamata  Fusa-no kuni ('Paese di Fusa') nella parte orientale di Honshū, che comprendeva tutta la moderna Prefettura di Chiba e la parte sud-occidentale della moderna Prefettura di Ibaraki.

### Americhe

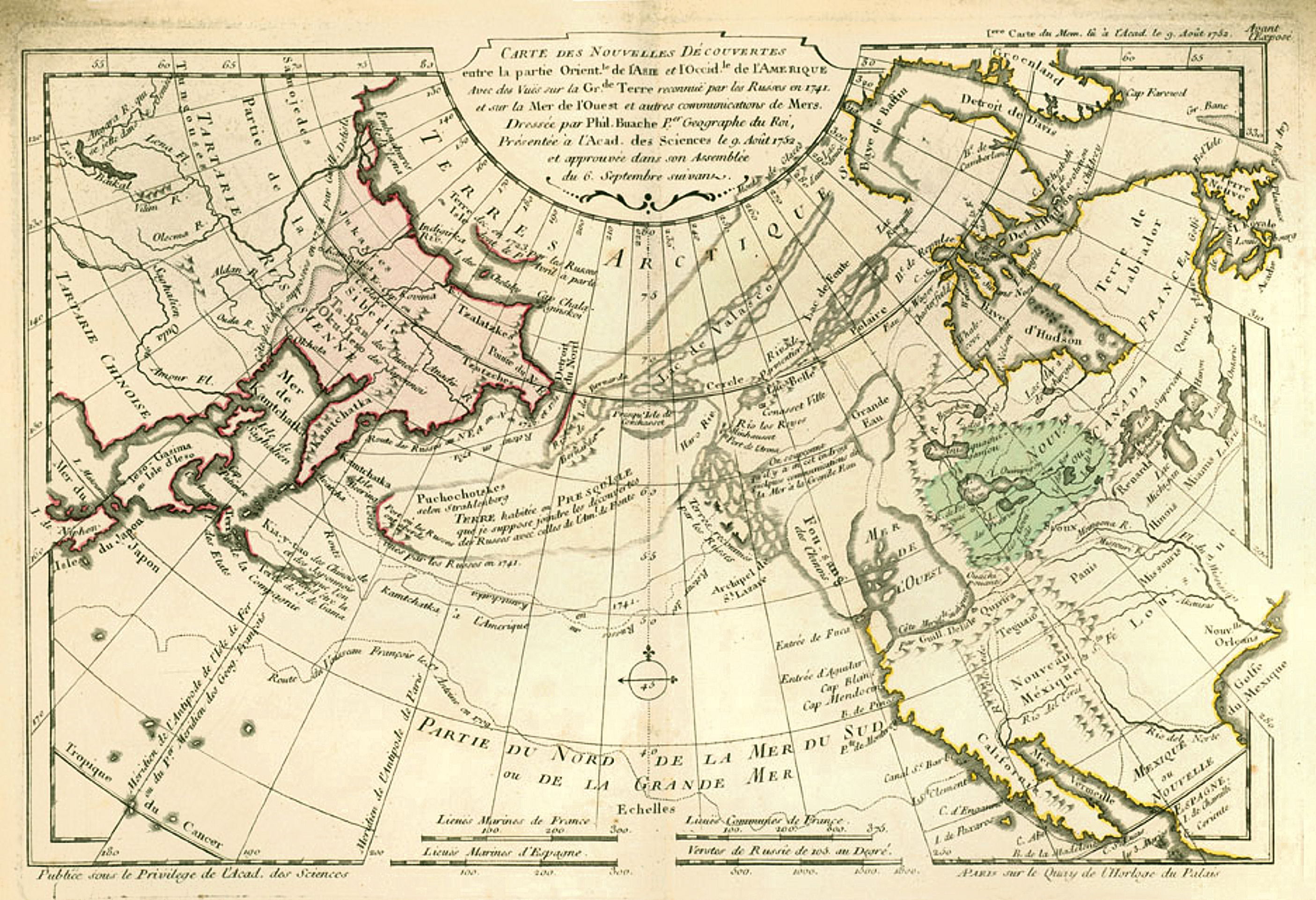
Questa mappa del 1753 del cartografo francese Philippe Buache posiziona Fusang ("Fou-sang des Chinois", 'Fusang dei cinesi') a nord della California, nell'area della Columbia Britannica.

Secondo alcuni storici come Charles Godfrey Leland e Joseph de Guignes, le distanze indicate da Hui Shen (20.000 li cinesi) avrebbero posto il Fusang sulle coste occidentali del continente americano, quando si prende in considerazione l'antica definizione, della dinastia Han, del cinese li. Alcune mappe europee del XVIII secolo collocavano il Fusang a nord della California, in un'area della Columbia Britannica. Nessuna località americana corrisponde alla presenza di cavalli (che non esistevano in Nord o Sud America in quel tempo) o all'addomesticamento e alla mungitura dei cervi.

## Descrizione di Fusang

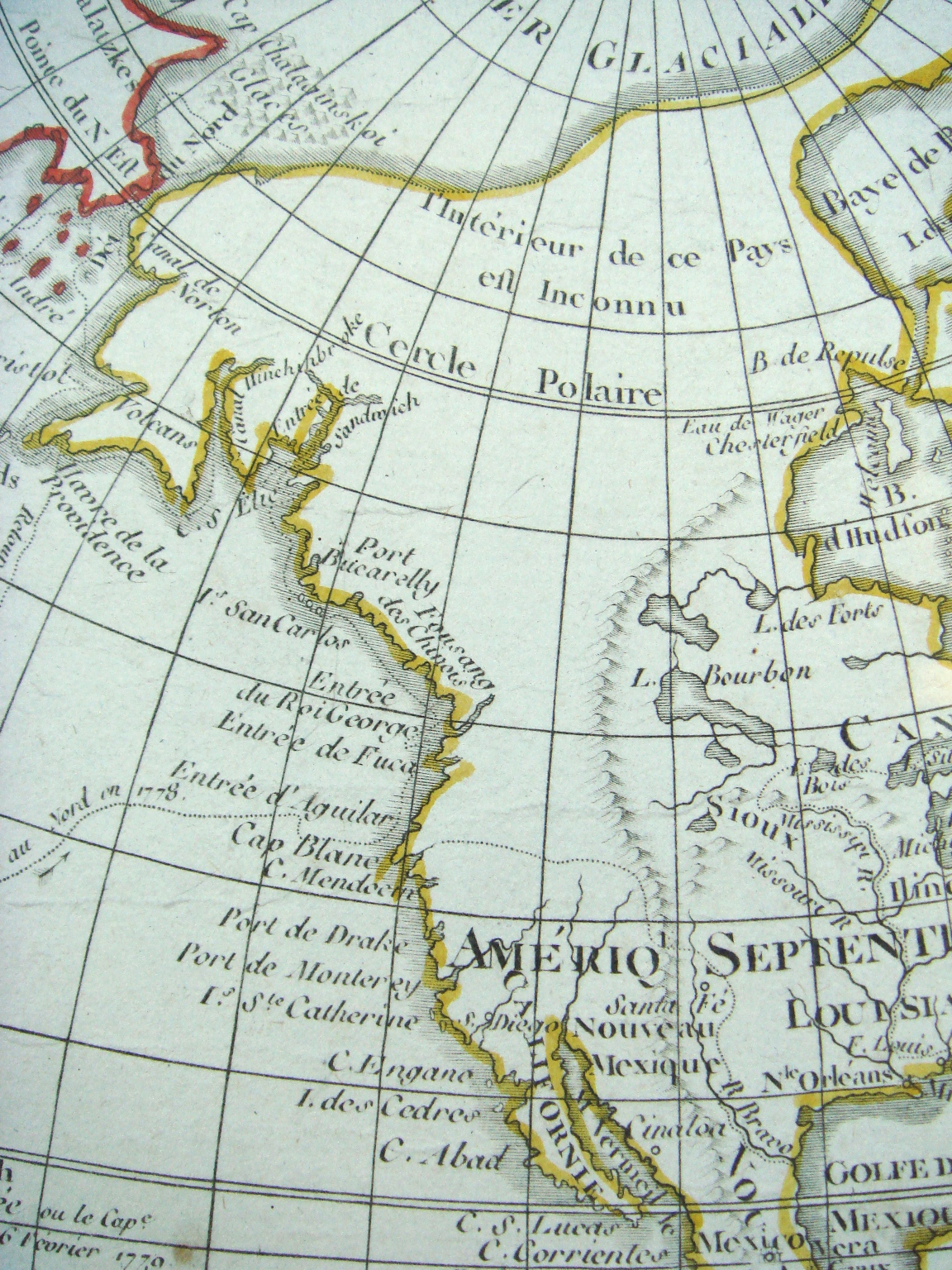
Menzione di Fusang ("Fousang des Chinois") nella tavola geografica francese del 1792, nell'area dell'attuale Columbia Britannica.

Dal rapporto di Hui Shen, stilato durante la sua visita in Cina, descritto nel "Liang Shu":
"Fusang si trova a 20.000 li ad est della regione di Dàhàn (letteralmente 'Grande Han'), ed ubicata ad est della Cina (letteralmente 'Medio Regno')."
"Su quella terra ci sono molte piante di Fusang (forse gelso rosso) che producono foglie di forma ovale simili alla paulownia e frutti commestibili di colore rosso porpora come le pere. Il luogo era ricco di rame e tracce di oro e argento e le tribù native di Fusang erano civilizzate, vivevano in comunità ben organizzate, producevano carta per scrivere, dalla corteccia delle piante di Fusang, e producevano tessuti dalle fibre della stessa corteccia, che usavano per le vesti o le imbottiture. Le capanne erano costruite con legno di gelso rosso, i frutti e i giovani germogli delle piante erano una delle loro fonti di cibo: allevavano cervi per carne e latte, proprio come i cinesi allevavano il bestiame a casa e producevano formaggio con il latte di cervo. Viaggiavano a cavallo e trasportavano le loro merci con carri o slitte trainate da cavalli, bufali o cervi".
Sull'organizzazione del paese:
"Il paese era governato da un imperatore o un capo principale, con l'aiuto di diversi funzionari. La maggior parte delle persone erano cittadini rispettosi della legge. Il paese non aveva esercito o difesa militare, ma due prigioni, una al nord e l'altra al sud. Coloro i quali avevano commesso gravi crimini erano mandati a nord e vi rimanevano per tutta la vita, ma potevano sposarsi. Se si sposavano ed avevano figli, questi diventavano schiavi e le loro figlie cameriere".
Sulle pratiche sociali:
"L'accordo matrimoniale era relativamente semplice. Se un ragazzo voleva sposare una ragazza, doveva costruire una capanna vicino alla casa della ragazza e rimanere lì per un anno. Se la ragazza avesse gradito il pretendente, si sarebbero sposati altrimenti gli sarebbe stato chiesto di andarsene ... Quando una persona della comunità moriva, il suo corpo veniva cremato. Il periodo di lutto variava da sette giorni per la morte di un genitore a cinque giorni per un nonno e tre giorni per un fratello o una sorella. Durante il periodo di lutto non dovevano consumare cibo, bevendo solo acqua. Non avevano alcuna religione."
Il Liang Shu descrive anche la conversione degli abitanti di Fusang alla fede buddhista da parte di cinque monaci di Gandhara: 
"In passato, il popolo di Fusang non sapeva nulla della religione buddista, ma nel secondo anno di regno della dinastia Liu Song (485), cinque monaci di Kipin (Kabul regione di Gandhara) viaggiarono per nave in quel paese. Propagarono la dottrina buddhista, diffusero scritture e disegni e consigliarono alla gente di abbandonare l'attaccamento alle cose terrene. Di conseguenza, le usanze di Fusang cambiarono sostanzialmente".